# 1112
Cette page concerne l'année 1112  du calendrier julien.
L'année 1112 est une année bissextile qui commence un lundi.

## Événements

### Asie
- Début du règne de Alaungsithu, roi de Pagan en Birmanie (fin en 1167)[1].

- Retour au pouvoir des réformistes en Chine[2].

### Proche-Orient
- 10 avril : Baudouin Ier de Jérusalem renonce au siège de Tyr. Après son échec à Ascalon en 1111, Baudouin se retourne contre Tyr, réputée imprenable, qui abrite un grand nombre de réfugiés musulmans. Les Francs construisent une tour mobile équipée d’un bélier qui ébranle la muraille. Les Tyriens, utilisant des grappins, parviennent à plusieurs reprises à déséquilibrer la tour, puis à l’incendier. Après 133 jours de siège, les Francs doivent évacuer la tour et battre en retraite. Les défenseurs en profitent pour opérer une sortie et s’emparer de nombreuses armes abandonnées[3].

- 22 avril : échec d’une tentative contre Édesse de l’atabeg de Mossoul Mawdûd[4].

- 15 juin : le comte Josselin à la tête de 300 cavaliers et de 100 fantassins bat les 15 000 cavaliers de Mawdûd devant Édesse et leur enlève tout leur butin[4],[5].

- 12 décembre : régence de Roger de Salerne sur Bohémond II d’Antioche à la mort de Tancrède[6].

### Europe
- 3 février : Raimond-Bérenger III de Barcelone devient par son mariage avec Douce de Gévaudan comte de Provence[7].

- 18 mars : ouverture du concile de Latran. Le pape Pascal II reprend les investitures à l’empereur Henri V[8].

- 26 mars : Pâques. Peu avant, Bernard de Fontaine-lès-Dijon entre au monastère de Cîteaux, accompagné d’une trentaine de parents et amis[9]. Il deviendra après trois ans de vie monastique, à 24 ans, le chef de la fondation de Clairvaux.

- 25 avril : révolte de la commune de Laon contre le seigneur évêque, Gaudry. Il est assassiné lors d’une émeute[10].

- 13 mai[11] : mort d’Ulrich II de Weimar-Orlamünde sans héritier. L’empereur Henri V déclare que ses fiefs échoient à la couronne. Cette décision provoque une révolte des princes allemands en Saxe, en Frise et en Westphalie (fin en 1116). Le comte palatin du Rhin réclame l’héritage d’Ulrich et s’allie à Lothaire de Supplinbourg contre l’empereur. Les archevêques de Wurtzbourg et de Mayence rejoignent le mouvement à la suite des décisions du concile de Latran[12].

- 1er novembre[13] : Henri de Bourgogne, comte de Portugal, est tué au siège d’Astorga alors qu’il combattait les Maures. Alphonse Henriques, alors âgé de trois ans, lui succède sous la régence de sa mère Thérèse de León. En 1128, la reine Thérèse entre en conflit avec son fils. Thérèse s’appuie sur l’aristocratie galicienne, son fils, Alphonse-Henri, sur les Portugais[14].

- Étienne de Blois devient comte de Mortain entre 1112 et 1118[15].
- Raoul II de Fougères et son épouse Amicia fondent l'abbaye de Savigny confiée à Vital de Mortain[16].